# Тилеов апарат
Тилеов апарат, назван по немачком хемичару Јохану Тилеу је део лабораторијског посуђа који се користи као уљано купатило. Тилеов апарат се користи код одређивања тачке топљења или тачке кључања, обично код органских супстанци. Апарат је у ствари епрувета са додатном стакленом цеви.

## Руковање
Апарат се напуни уљем, а затим се додатна стаклена цев загрева. Облик Тилеовог апарата омогућава да уље струји кроз апарат, омогућавајући равномерно загревање уља.

## Одређивање тачке топљења
Узорак се стави у капилару, која се затопи и причврсти за термометар, а затим се све стави у апарат. Апарат се загрева и на термометру се очита температура на којој се узорак истопи. Модерне методе одређивања тачке топљења се изводе помоћу специјализоване апаратуре.

## Одређивање тачке кључања
Узорак се стави у епрувету која се причврсти за термометар. Кратка стаклена цев, затопљена на једном крају стави се у епрувету, затопљеним крајем окренутим нагоре. Све се заједно стави у апарат. Апарат се загрева. Кад течност буде усисана у затопљену цев, на термометру се очита температура, која представља температуру кључања узорка.